# Cephalosporin

Cấu trúc của các cephalosporin cổ điển

Cephalosporins (/ˌsɛfələˈspɔːrɪn, ˌkɛ-, -loʊ-/) thuộc nhóm kháng sinh β-lactam có nguồn gốc từ nấm Acremonium, trước đây gọi là "Cephalosporium".
Cùng với cephamycins tạo thành dưới nhóm cephems của beta-lactam. Cephalosporins được phát hiện ra vào năm 1945, và bán lần đầu tiên năm 1964.

## Phát hiện
Một loại nấm yếm khí sản xuất ra cephalosporin đã được tìm thấy tại vùng biển gần cống nước thải ở Su Siccu, cảng Cagliari tại Sardinia, bởi một dược sĩ người Ý Giuseppe Brotzu vào tháng 7 năm 1945.

## Tác dụng
Cephalosporin được chỉ định cho sự dự phòng và điều trị bệnh nhiễm trùng gây ra bởi vi khuẩn nhạy cảm với các kháng sinh này. Thế hệ đầu tiên của cephalosporin chủ yếu có tác dụng trên vi khuẩn Gram dương và các thế hệ kế tiếp đã tăng khả năng chống lại vi khuẩn Gram-âm (mặc dù thường giảm tác dụng chống lại Gram dương).

## Tác dụng phụ
Tác dụng phụ thường gặp (ADRs) (≥1% của bệnh nhân) bao gồm: buồn nôn, phát ban, rối loạn điện giải, đau và viêm tại chỗ tiêm. ADRs ít gặp (0.1–1% của bệnh nhân) bao gồm nôn mửa, nhức đầu, chóng mặt, nấm candidiasis miệng và âm đao, bội nhiễm, tăng bạch cầu ái toan, độc thận, giảm bạch cầu và sốt.
10% bệnh nhân quá mẫn với penicillin và/hoặc carbapenems cũng có phản ứng chéo với các cephalosporin,  Do đó, cần chống chỉ định cephalosporin với những bệnh nhân có tiền sử dị ứng sớm và nghiêm trọng (mề đay, sốc, viêm thận kẽ.) với penicillin, carbapenems, hoặc các cephalosprin. 
Một số cephalosporins liên quan với giảm prothrombine máu và có phản ứng với ethanol giống disulfiram. Bao gồm  latamoxef (moxalactam), cefmenoxime, cefoperazone, cefamandole, cefmetazole, và cefotetan. Đó là do chuỗi bên N-methylthiotetrazole của các cephalosporins này làm ức chế enzyme vitamin K epoxide reductase (có thể gây ra hypothrombinemia) và aldehyde dehydrogenase (gây không phân giải alcohol). Do đó,chống chỉ định sử dụng alcohol sau khi uống hoặc tiêm tĩnh mạch Cephalosporin và một số trường hợp nặng có thể dẫn đến tử vong.

## Cơ chế hoạt động
Cephalosporin là kháng sinh diệt khuẩn và có cùng cơ chế hoạt động như các thuốc beta-lactam khác(như penicillin), nhưng ít nhạy cảm với β-lactamases. Cephalosporins ngăn cản sự tổng hợp các lớp peptidoglycan hình thành thành tế bào vi khuẩn. Lớp peptidoglycan rất quan trọng trong cấu trúc thành tế bào. Bước transpeptidation cuối cùng trong việc tổng hợp các peptidoglycan được thực hiện bởi penicillin-binding protein (PBPs). PBPs gắn với D-Ala-D-Ala vào cuối muropeptides (tiền peptidoglycan) để nối các peptidoglycan. Các thuốc Beta-lactam giống hệt vị trí D-Ala-D-Ala, do đó ức chế không hồi phục các PBP nối peptidoglycan.

## Kháng thuốc
Kháng cephalosporin thuốc kháng sinh có liên quan với cả giảm ái lực của cấu phần PBP hoặc tiếp nhận thêm các β -lactam không nhạy cảm PBP. Hiện nay, một số Citrobacter freundii, Enterobacter cloacae, Neisseria gonorrhoeae, và  Escherichia coli có khả năng kháng cephalosporin. Một số Morganella morganii, Proteus vulgaris, Providencia rettgeri, Pseudomonas aeruginosa, và Serratia marcescens chủng cũng đang dần kháng cephalosporin ở các mức độ khác nhau.

## Phân loại
| Thế hệ | Tên thuốc |  |
| ------ | --- |  |
| 1      | - Cefacetrile (cephacetrile) - Cefadroxil (cefadroxyl; Duricef) - Cefalexin (cephalexin; Keflex) - Cefaloglycin (cephaloglycin) - Cefalonium (cephalonium) - Cefaloridine (cephaloradine) - Cefalotin (cephalothin; Keflin) - Cefapirin (cephapirin; Cefadryl) - Cefatrizine - Cefazaflur - Cefazedone - Cefazolin (cephazolin; Ancef, Kefzol) - Cefradine (cephradine; Velosef) - Cefroxadine - Ceftezole |  |
| 2      | - Cefaclor (Ceclor, Distaclor, Keflor, Raniclor) - Cefonicid (Monocid) - Cefprozil (cefproxil; Cefzil) - Cefuroxime (Zefu, Zinnat, Zinacef, Ceftin, Biofuroksym, Xorimax) - Cefuzonam Hoạt động Antianaerobe: - Cefmetazole - Cefotetan - Cefoxitin Các cephem dưới đây đôi khi được xếp vào nhóm cephalosporins thế hệ 2: - Carbacephems: - Loracarbef (Lorabid) - Cephamycins: - Cefbuperazone - Cefmetazole (Zefazone) - Cefminox - Cefotetan (Cefotan) - Cefoxitin (Mefoxin) - Cefotiam (Pansporin) |  |
| 3      | - Cefcapene - Cefdaloxime - Cefdinir (Sefdin, Zinir, Omnicef, Kefnir) - Cefditoren - Cefetamet - Cefixime (Fixx, Zifi, Suprax) - Cefmenoxime - Cefodizime - Cefotaxime (Claforan) - Cefovecin (Convenia) - Cefpimizole - Cefpodoxime (Vantin, PECEF, Simplicef) - Cefteram - Ceftamere (Enshort) - Ceftibuten (Cedax) - Ceftiofur (Naxcel, Excenel) - Ceftiolene - Ceftizoxime (Cefizox) - Ceftriaxone (Rocephin) Tác dụng chống pseudomonas: - Cefoperazone (Cefobid) - Ceftazidime (Meezat, Fortum, Fortaz) Các cephems đôi khi cũng nằm trong nhóm cephalosporin thế hệ 3: - Oxacephems: - Latamoxef (moxalactam) |  |
| 4      | - Cefclidine - Cefepime (Maxipime) - Cefluprenam - Cefoselis - Cefozopran - Cefpirome (Cefrom) - Cefquinome Các cephems đôi khi cũng nằm trong nhóm cephalosporin thế hệ 4: - Oxacephems: - Flomoxef Lưu ý:Cefquinome không dùng cho người. Nó được dùng trong thú y. |  |
| 5      | - Ceftobiprole - Ceftaroline - Ceftolozane |  |
| Khác:  | Các cephem chưa xếp nhóm: - Cefaloram - Cefaparole - Cefcanel - Cefedrolor - Cefempidone - Cefetrizole - Cefivitril - Cefmatilen - Cefmepidium - Cefoxazole - Cefrotil - Cefsumide - Ceftioxide - Cefuracetime - Nitrocefin |  |